# حديبة مفردة

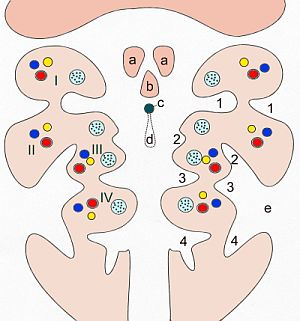
نموذج للأقواس الخيشومية. الأقواس الخيشومية من I إلى IV، من 1 إلى 4 الجيبات البلعومية (من الداخل) و الثلم البلعومي (من الخارج)
a الحديبة الوحشية
b الحديبة المفردة
c ثقبة عوراء
d القناة الدرقية اللسانية
e الجيب العنقي

يظهر مباشرةً في أثناء الأسبوع الثالث من تطور الجنين خلف النهايات البطنانية لنصفي قوس الفك السفلي تورم مستدير يطلق عليه اسم الحديبة المفردة، والذي وصفه هيس (Wilhelm His, Jr.) بأنه يمر بمرحلة تضخم يكون بعدها الجزء الشدقي من اللسان.
لكن أظهرت الأبحاث الأحدث، أن هذا الجزء من اللسان يتطور بصورة أساسية، إن لم يتطور كليًا، من زوج من التورمات الجانبية التي تبرز من السطح الداخلي لـ قوس الفك السفلي ويلتقيان عند خط المنتصف. ويظل مكان التقائهما لما بعد الولادة ويكون الثلم الناصف للسان.
يقال أن الحديبة المفردة تكون الجزء الأوسط من اللسان أمام الثقبة العوراء مباشرةً، ولكن يصر هامر (Hammar) أن هذا تكوين عابر ولا يشكل جزءًا من لسان الشخص البالغ.
yes hammar estimation is right tuberculum impar disappears in adult tongue.